# Spółgłoska uderzeniowa dziąsłowa dźwięczna
Spółgłoska uderzeniowa dziąsłowa – rodzaj dźwięku mowy, spotykany w niektórych językach naturalnych. W Międzynarodowym alfabecie Fonetycznym jest oznaczana symbolem [ɾ], a w X-SAMPA – symbolem [4].

## Artykulacja
- powietrze jest wydychane z płuc – jest to spółgłoska płucna egresywna
- wejście do jamy nosowej jest zablokowane przez podniebienie miękkie i języczek – jest to spółgłoska ustna.
- powietrze przepływa nad środkową częścią języka – jest to spółgłoska środkowa
- język styka się z dziąsłami – jest to spółgłoska dziąsłowa
- kontakt artykulatorów jest bardzo krótki – jest to spółgłoska uderzeniowa
- więzadła głosowe drgają – jest to spółgłoska dźwięczna

## Przykłady
- w języku polskim, w mniej starannej wymowie, często w ten sposób realizowany jest fonem /r/
- w amerykańskiej odmianie języka angielskiego, [ɾ] zastępuje [t] lub [d] w pozycji interwokalicznej (między samogłoskami), np. better wymawia się [ˈbɛɾɚ]. W tej samej pozycji nt może być wymawiane jako nosowe [ɾ̃].
- w języku albańskim: emër [eməɾ] "imię"
- w języku hiszpańskim: árbol [ˈaɾbol] "drzewo"
- w języku portugalskim: contra [ˈkõtɾɐ] "przeciwko"